# Saison 2016 de l'équipe cycliste Direct Énergie
La saison 2016 de l'équipe cycliste Direct Énergie est la dix-septième de cette équipe.

## Préparation de la saison 2016

### Sponsors et financement de l'équipe
Le principal sponsor de l'équipe est Direct Énergie. Le conseil départemental de la Vendée continue à soutenir l'équipe, ainsi que Harmonie mutuelle et Akéna Vérandas.
Le sponsor principal visible sur les maillots lors des courses se déroulant en Belgique durant cette saison est Poweo.

### Arrivées et départs
| Arrivées         | Équipe 2015                    |
| ---------------- | ------------------------------ |
| Ryan Anderson    | Optum-Kelly Benefit Strategies |
| Lilian Calmejane | Vendée U                       |
| Romain Cardis    | Vendée U                       |
| Sylvain Chavanel | IAM                            |
| Jérémy Cornu     | Vendée U                       |
| Fabien Grellier  | Vendée U                       |
| Adrien Petit     | Cofidis                        |

| Départs             | Équipe 2016                      |
| ------------------- | -------------------------------- |
| Yukiya Arashiro     | Lampre-Merida                    |
| Giovanni Bernaudeau | retraite                         |
| Jérôme Cousin       | Cofidis                          |
| Dan Craven          | Cycling Academy                  |
| Jimmy Engoulvent    | directeur sportif Direct Énergie |
| Cyril Gautier       | AG2R La Mondiale                 |
| Vincent Jérôme      | retraite                         |
| Morgan Lamoisson    | Vendée U                         |
| Yannick Martinez    | Delko-Marseille Provence-KTM     |
| Maxime Méderel      | UV Limousine                     |
| Pierre Rolland      | Cannondale                       |

## Déroulement de la saison

### Pré-saison et début de saison
Un premier stage préparatoire à la saison 2016 est effectué par l'équipe Direct Énergie au siège de l'équipe aux Essarts en novembre 2015. Un autre stage se déroule dans la commune vendéenne en décembre.

## Coureurs et encadrement technique

### Effectif

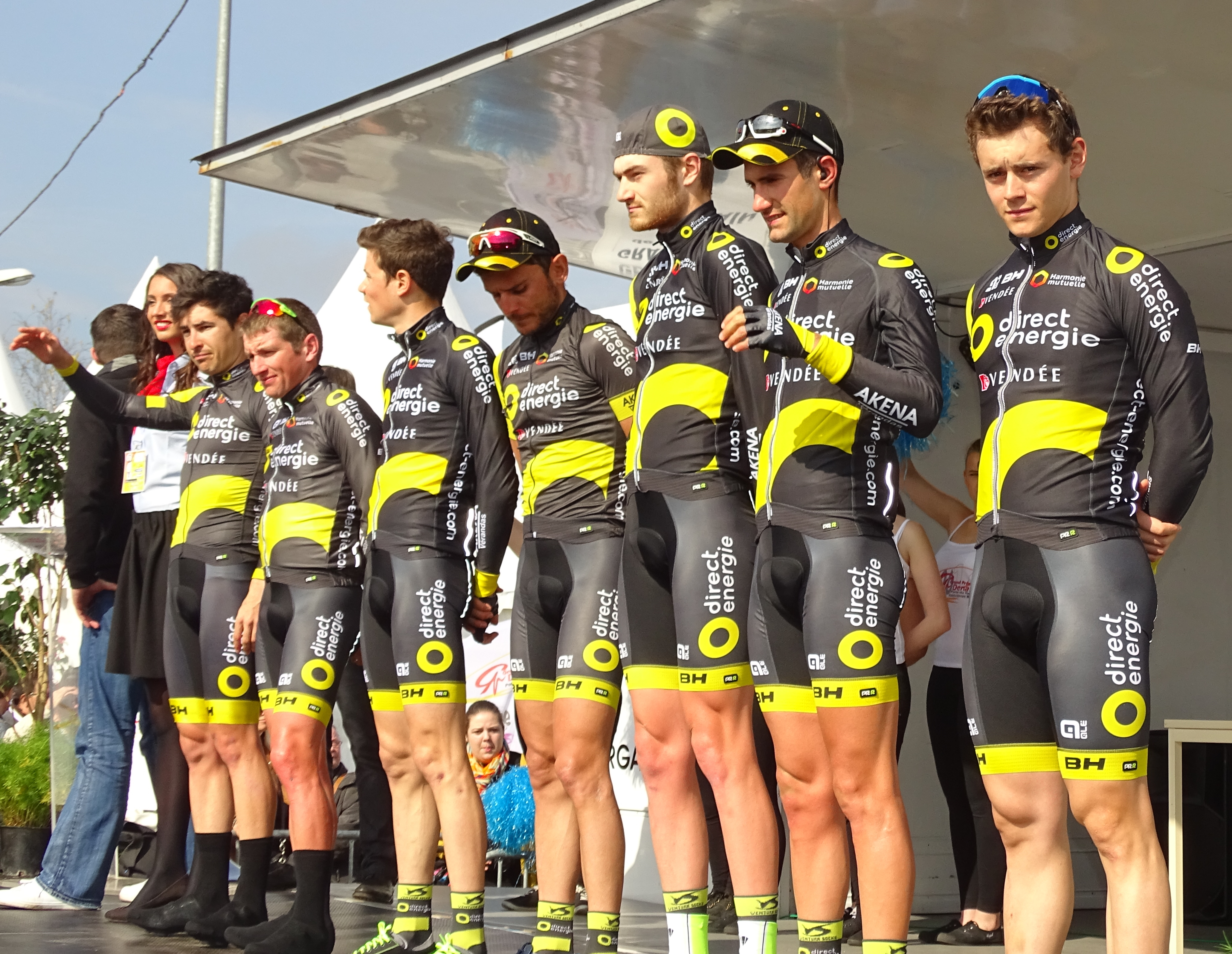
Angélo Tulik, Tony Hurel, Romain Guillemois, Perrig Quéméneur, Guillaume Thévenot, Fabien Grellier et Thomas Boudat lors du Grand Prix de Denain.

| Cycliste           | Date de naissance | Nationalité | Équipe 2015                    |  |
| ------------------ | ----------------- | ----------- | ------------------------------ |  |
| Ryan Anderson      | 22 juillet 1987   | Canada      | Optum-Kelly Benefit Strategies |  |
| Thomas Boudat      | 24 février 1994   | France      | Europcar                       |  |
| Lilian Calmejane   | 6 décembre 1992   | France      | Vendée U                       |  |
| Romain Cardis      | 12 août 1992      | France      | Vendée U                       |  |
| Sylvain Chavanel   | 30 juin 1979      | France      | IAM                            |  |
| Bryan Coquard      | 25 avril 1992     | France      | Europcar                       |  |
| Jérémy Cornu       | 7 août 1991       | France      | Vendée U                       |  |
| Antoine Duchesne   | 12 septembre 1991 | Canada      | Europcar                       |  |
| Yohann Gène        | 25 juin 1981      | France      | Europcar                       |  |
| Fabien Grellier    | 31 octobre 1994   | France      | Vendée U                       |  |
| Romain Guillemois  | 28 mars 1991      | France      | Europcar                       |  |
| Tony Hurel         | 1er novembre 1987 | France      | Europcar                       |  |
| Fabrice Jeandesboz | 4 décembre 1984   | France      | Europcar                       |  |
| Julien Morice      | 20 juillet 1991   | France      | Europcar                       |  |
| Bryan Nauleau      | 13 mars 1988      | France      | Europcar                       |  |
| Adrien Petit       | 26 septembre 1990 | France      | Cofidis                        |  |
| Alexandre Pichot   | 6 janvier 1983    | France      | Europcar                       |  |
| Perrig Quéméneur   | 26 avril 1984     | France      | Europcar                       |  |
| Romain Sicard      | 1er janvier 1988  | France      | Europcar                       |  |
| Guillaume Thévenot | 13 septembre 1993 | France      | Europcar                       |  |
| Angélo Tulik       | 2 décembre 1990   | France      | Europcar                       |  |
| Thomas Voeckler    | 22 juin 1979      | France      | Europcar                       |  |
| Stagiaire          | Date de naissance | Nationalité | Équipe 2016                    |  |
| Marlon Gaillard    | 9 mai 1996        | France      | Vendée U                       |  |
| Paul Ourselin      | 13 avril 1994     | France      | Vendée U                       |  |
| Simon Sellier      | 4 janvier 1995    | France      | Vendée U                       |  |

Portraits
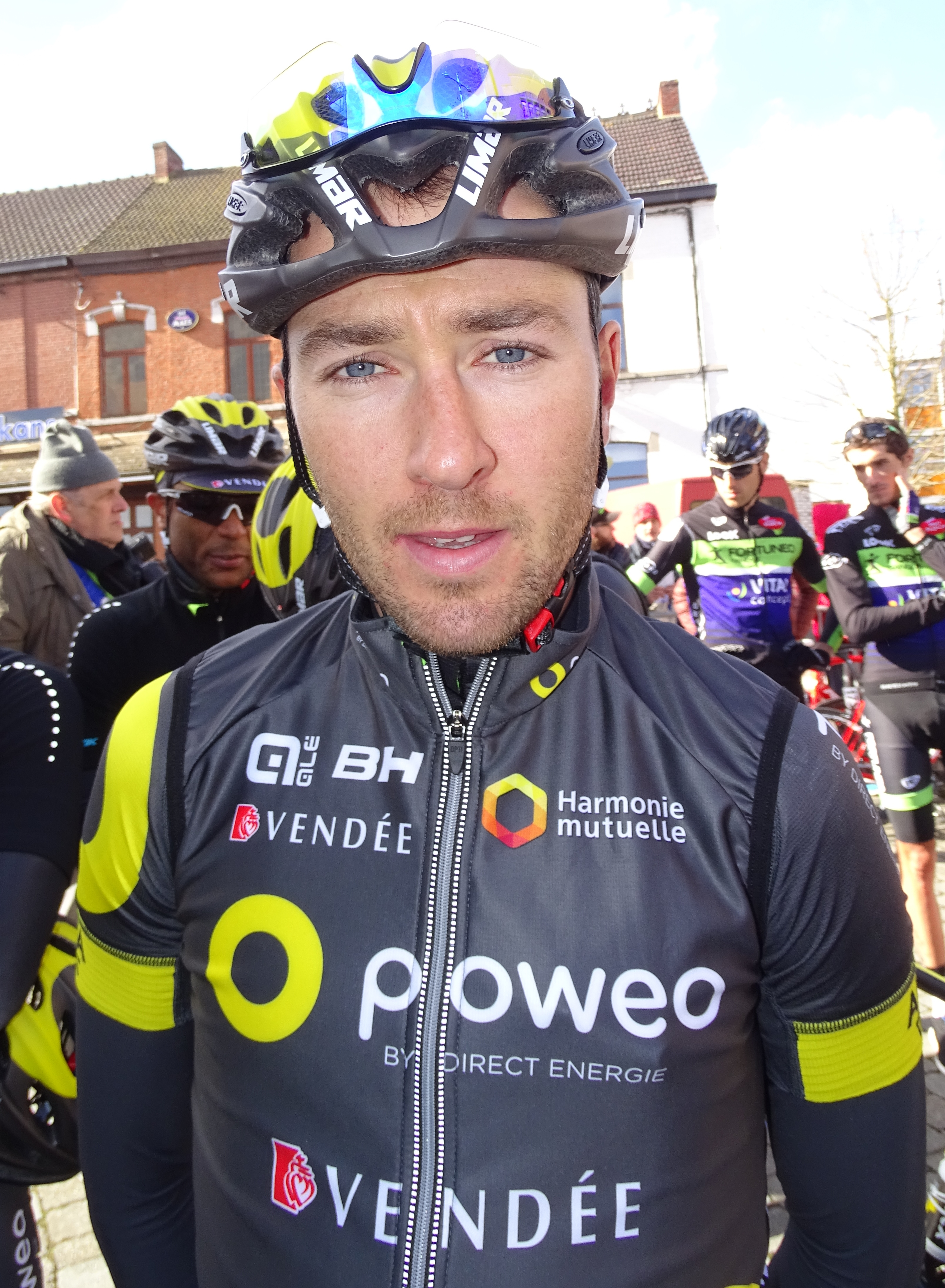
Ryan Anderson.
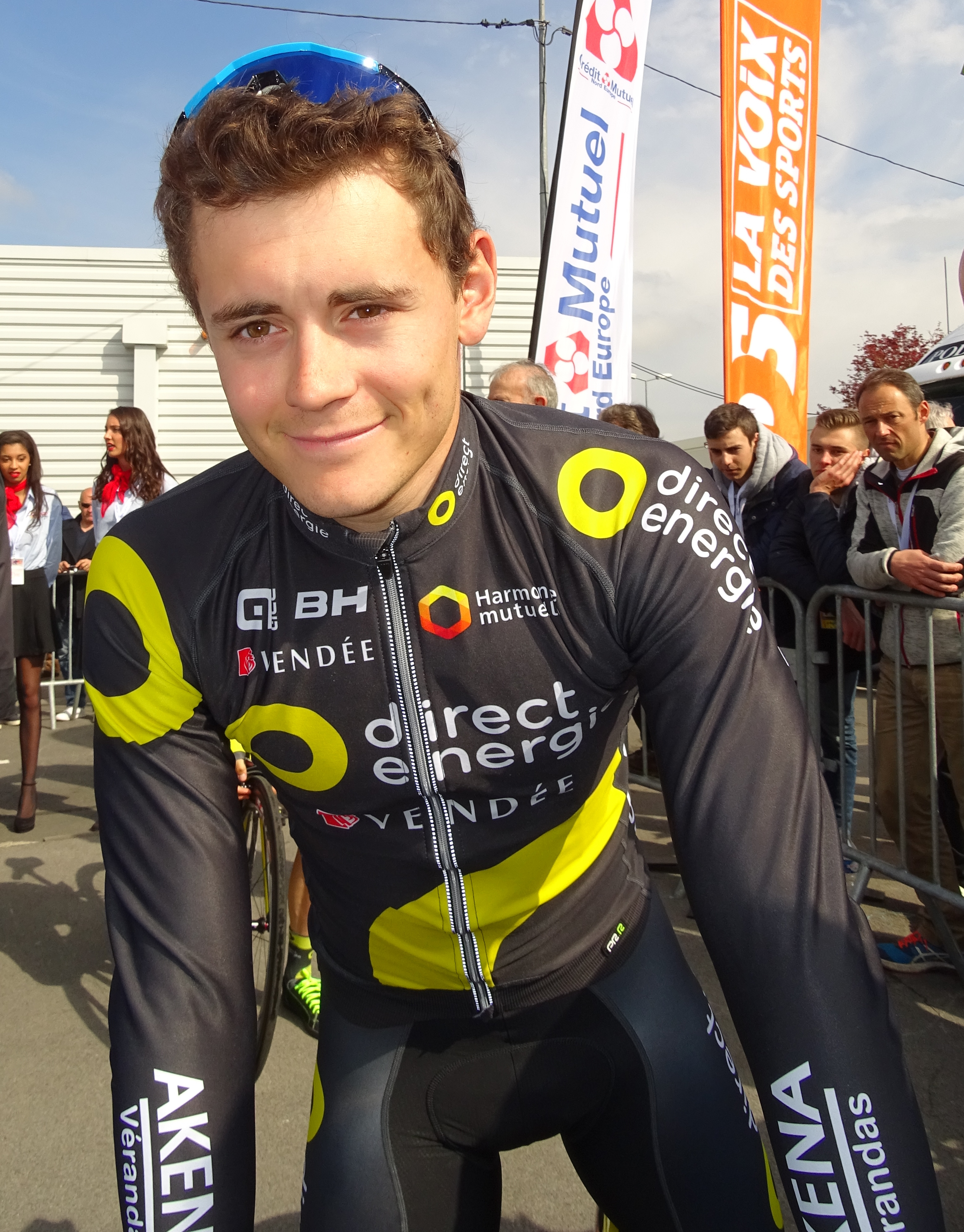
Thomas Boudat.
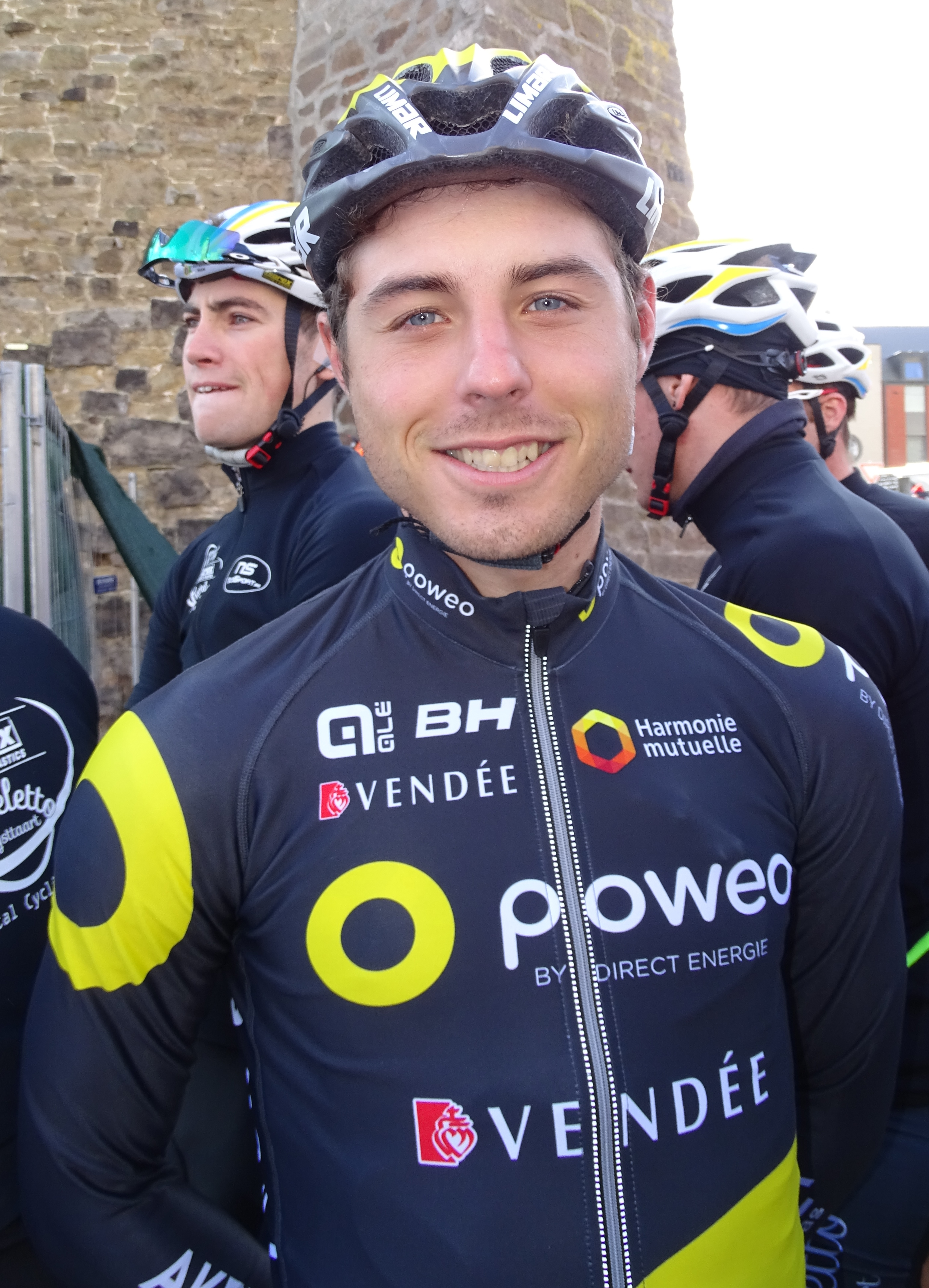
Romain Cardis.
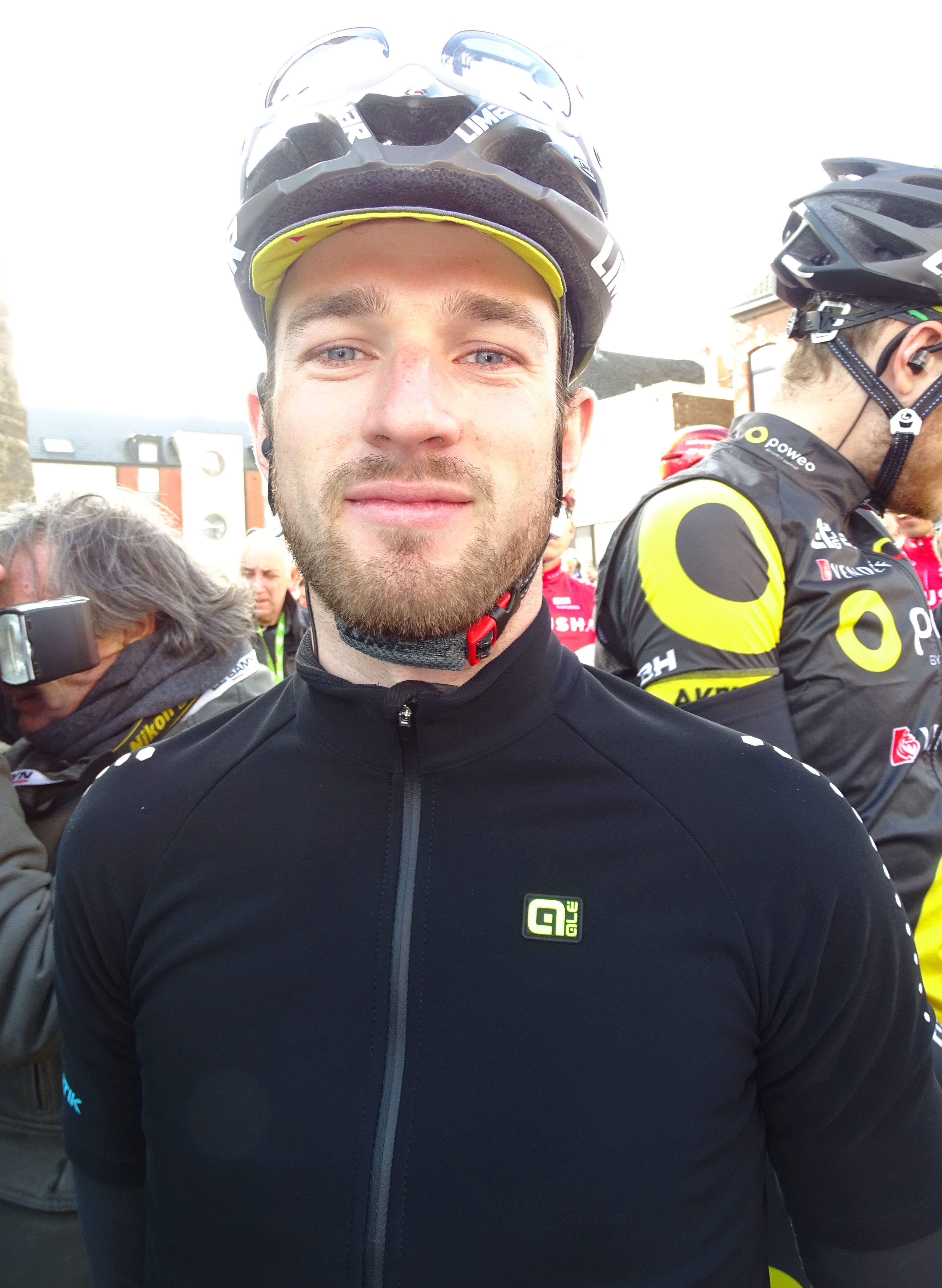
Jérémy Cornu.
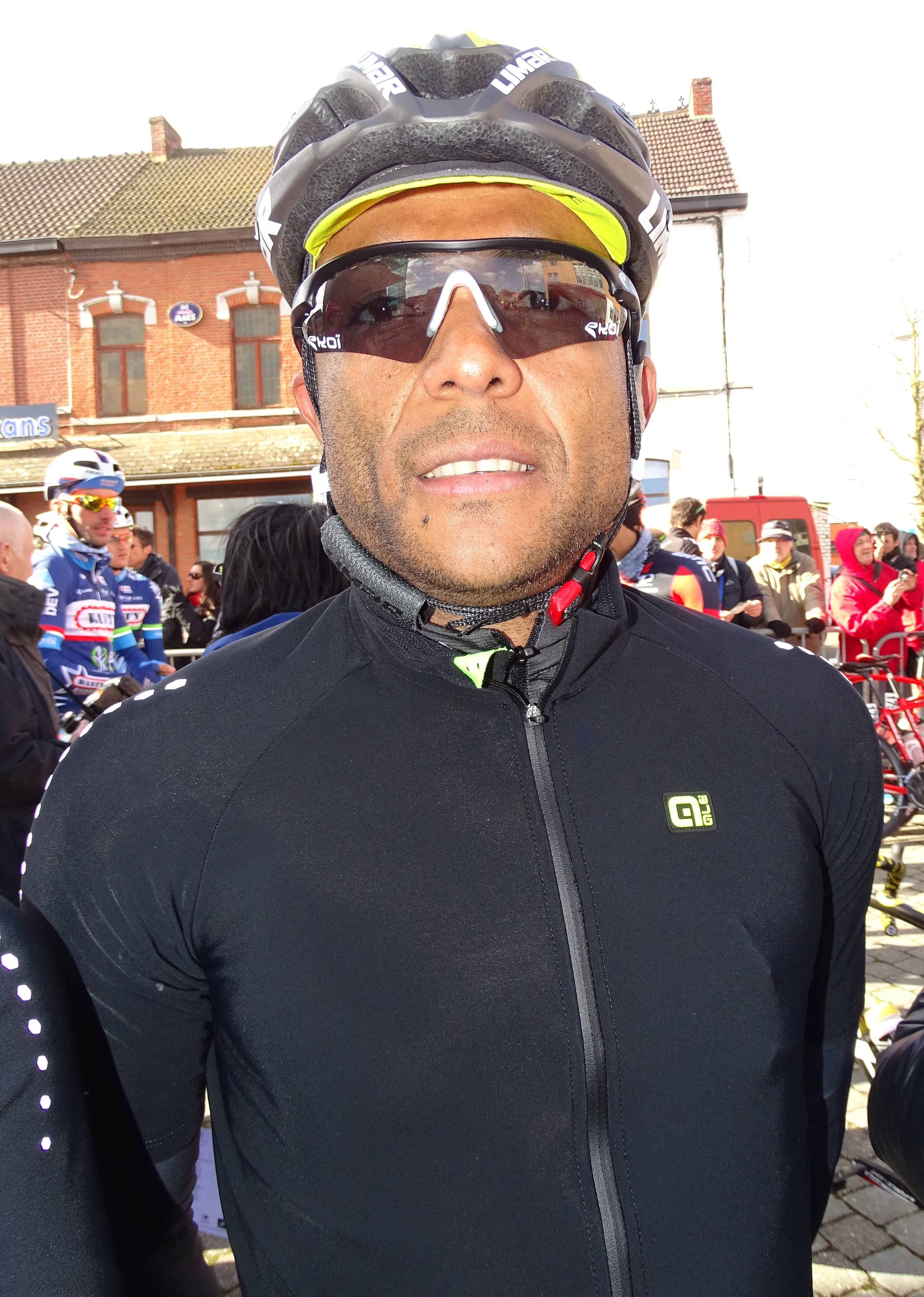
Yohann Gène.
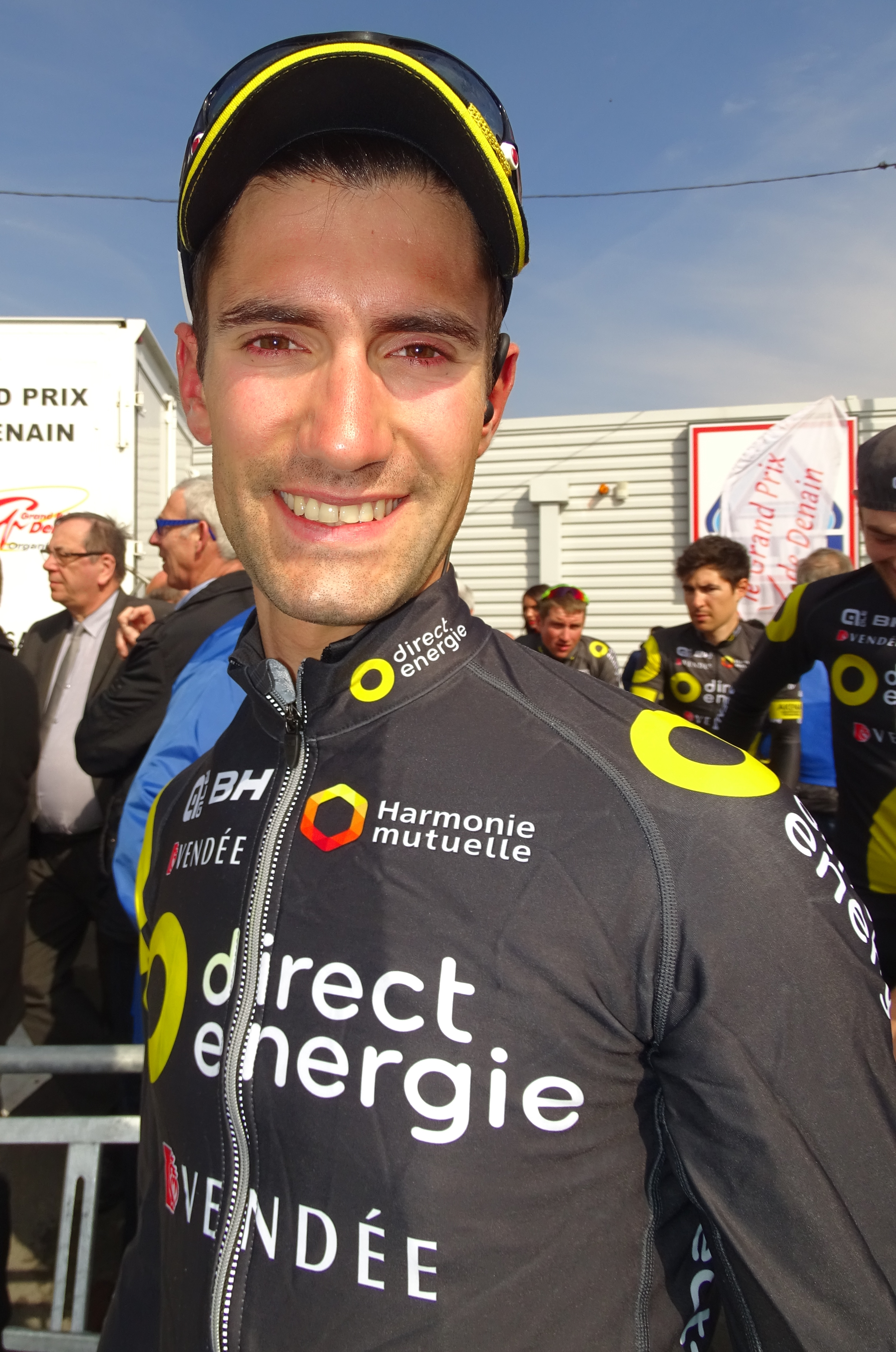
Fabien Grellier.
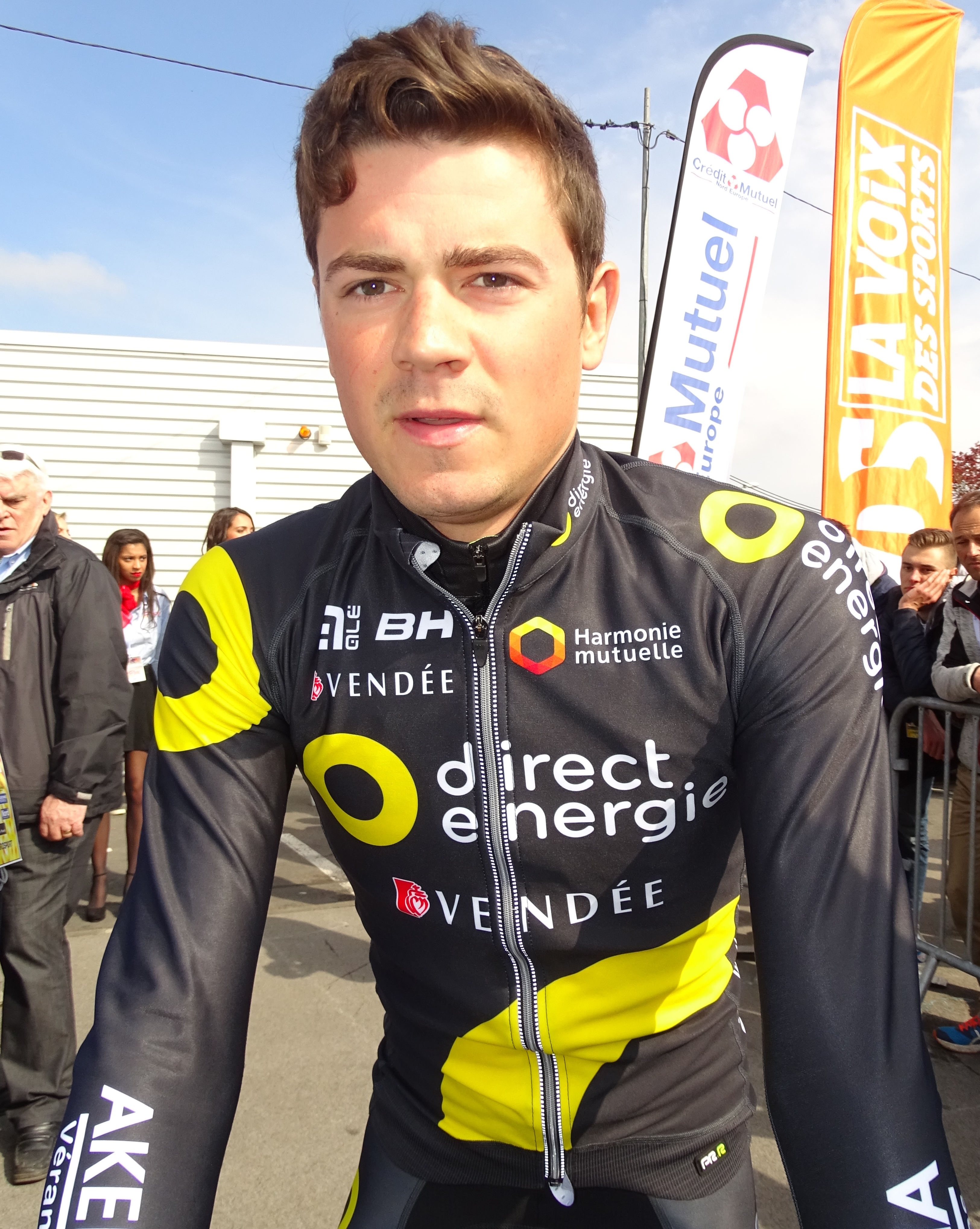
Romain Guillemois.
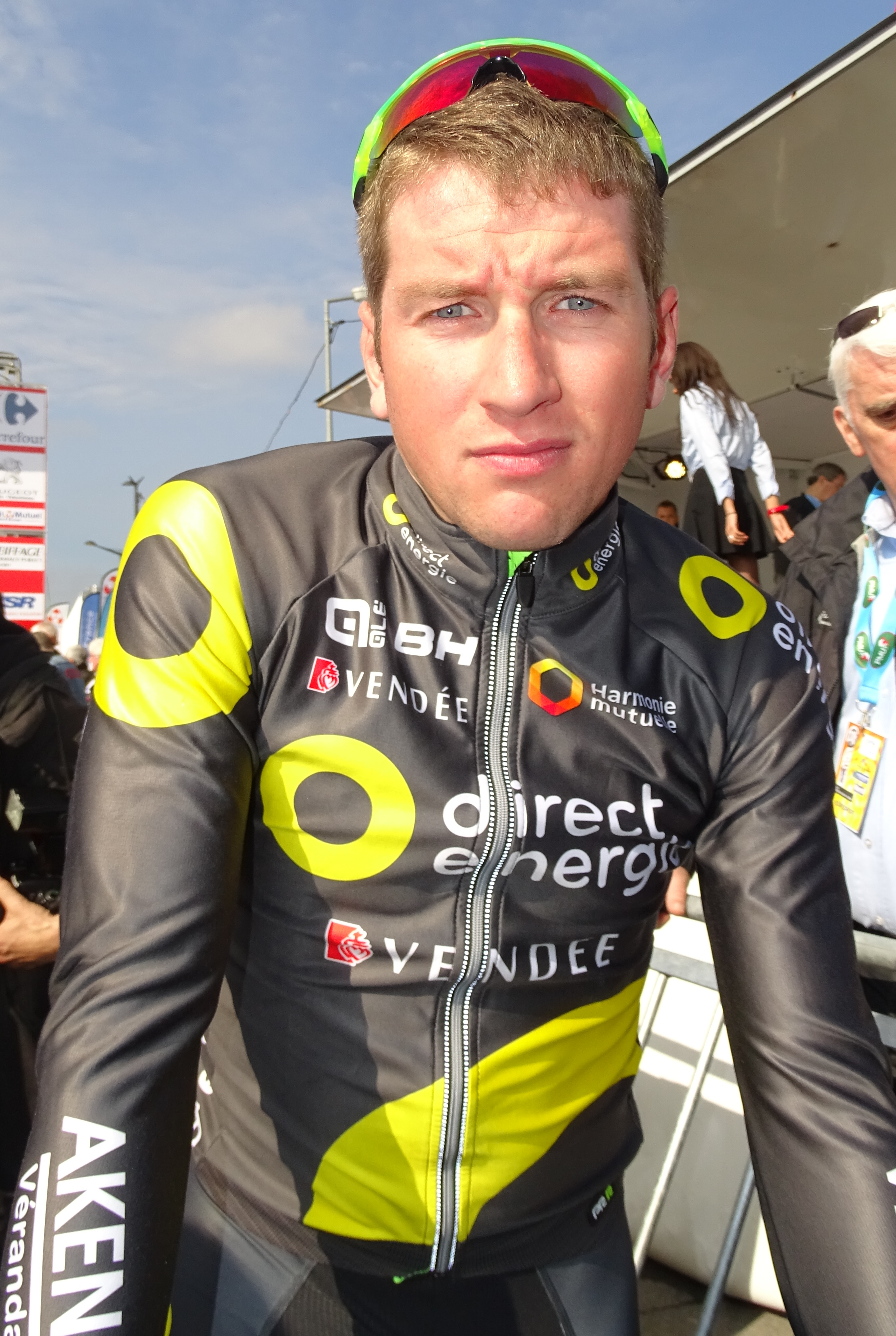
Tony Hurel.
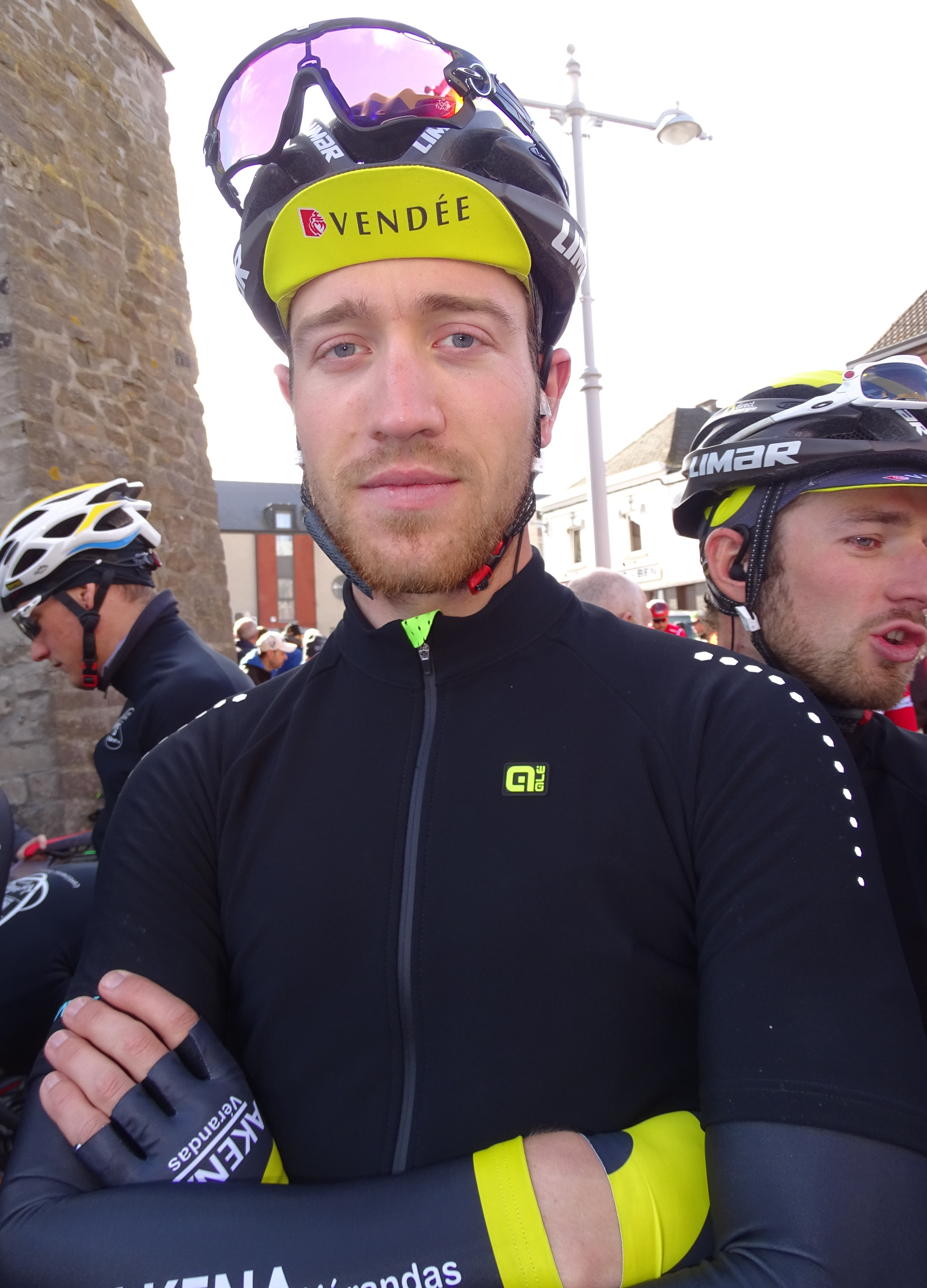
Julien Morice.
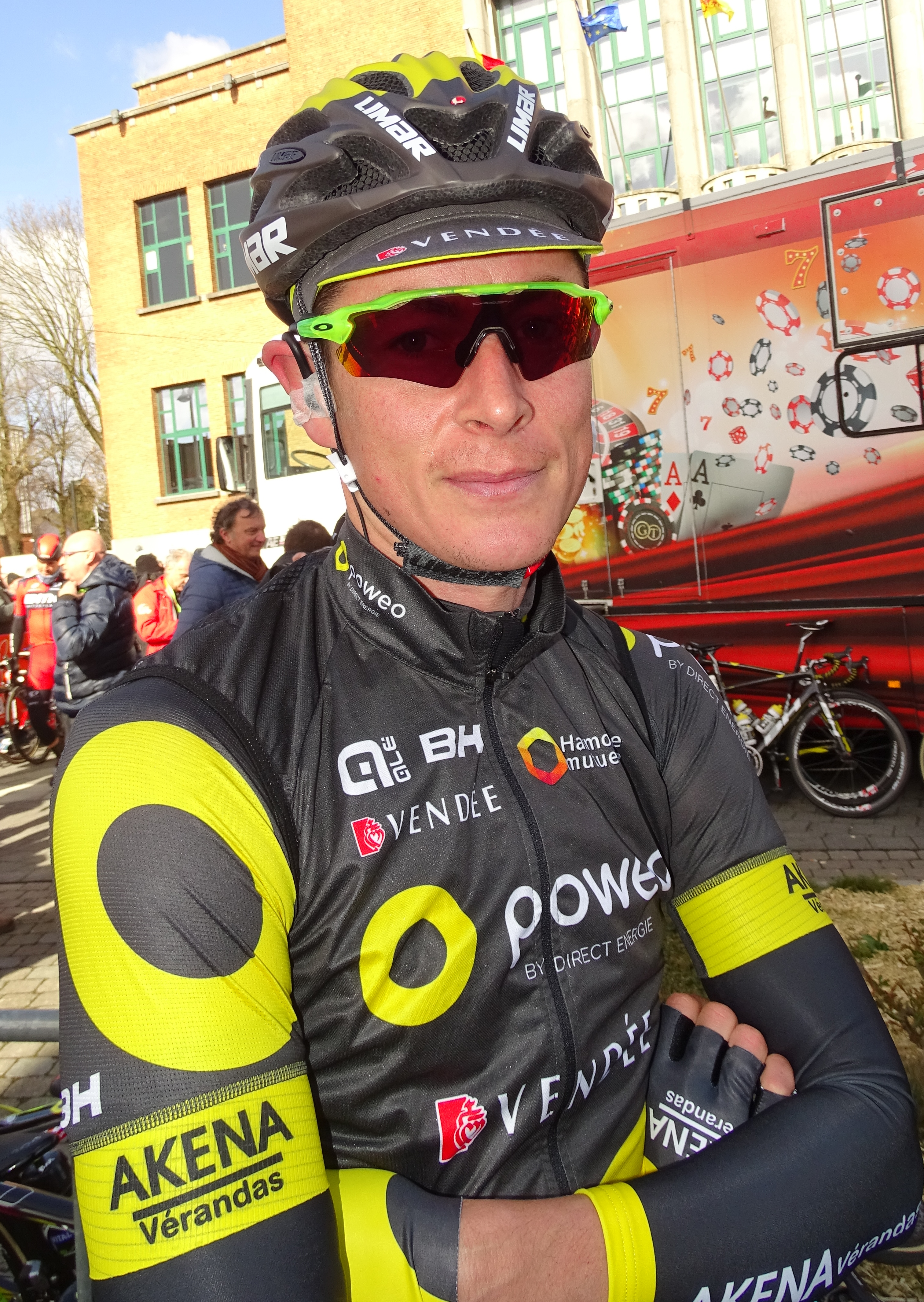
Alexandre Pichot.
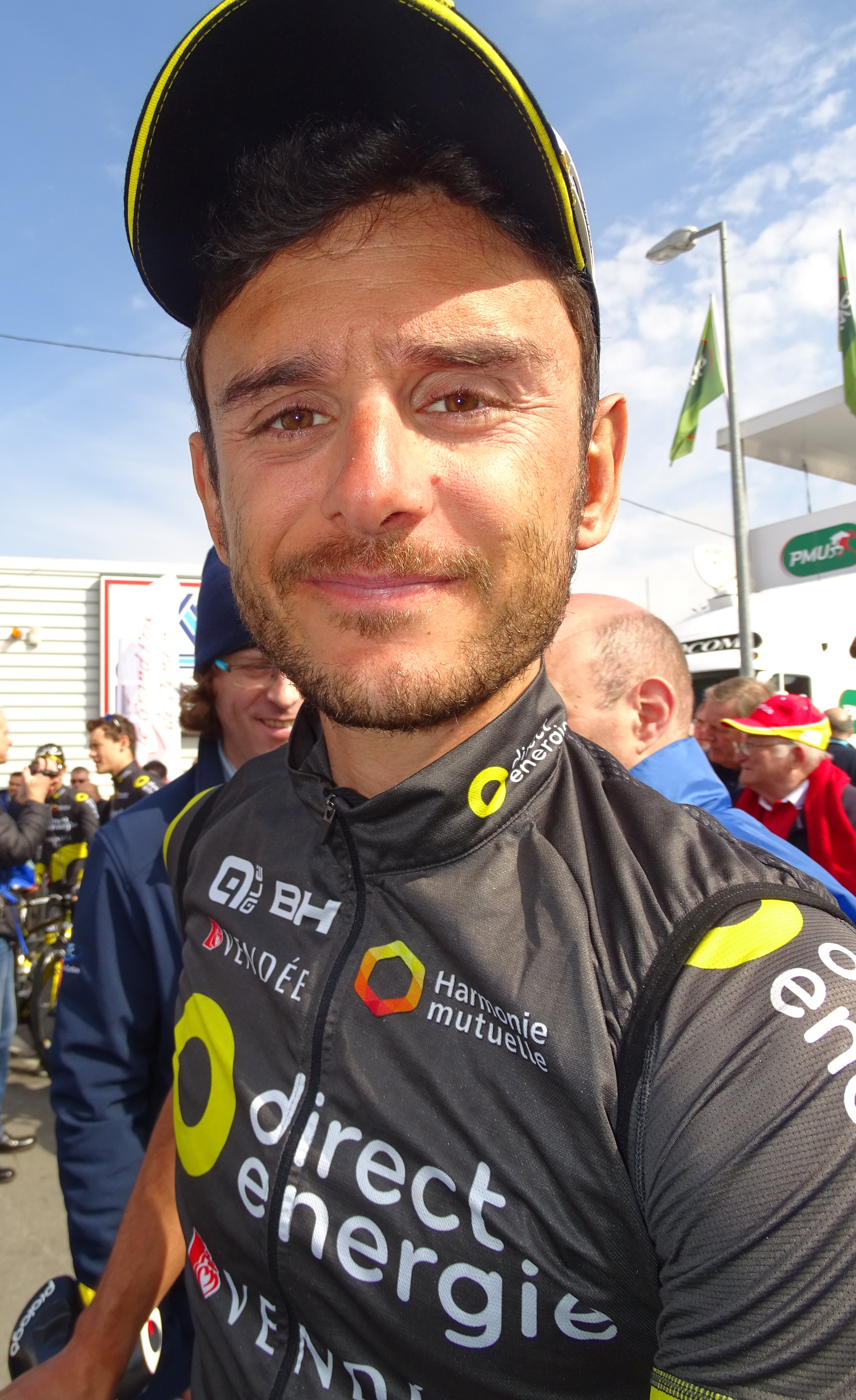
Perrig Quéméneur.
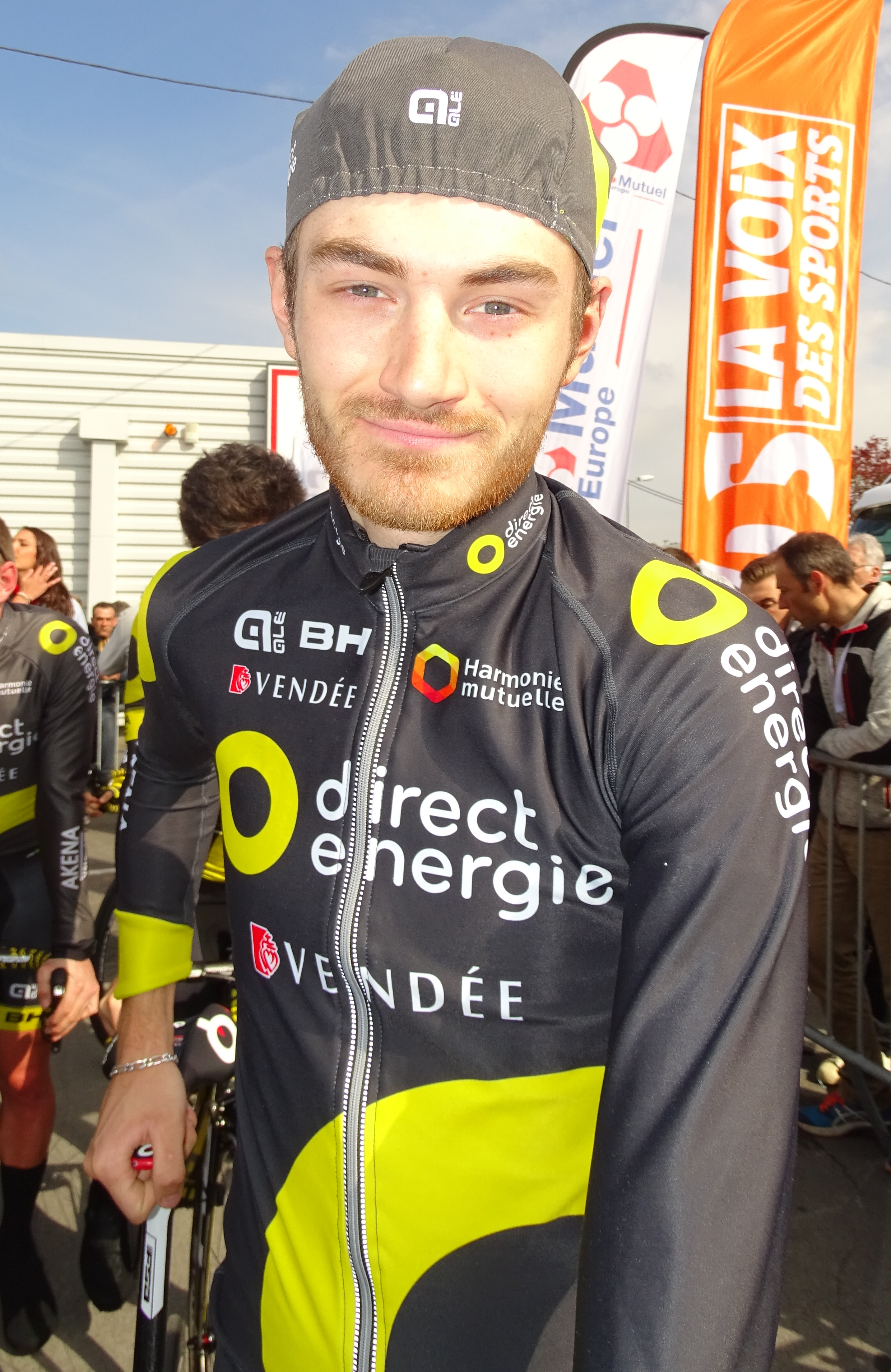
Guillaume Thévenot.
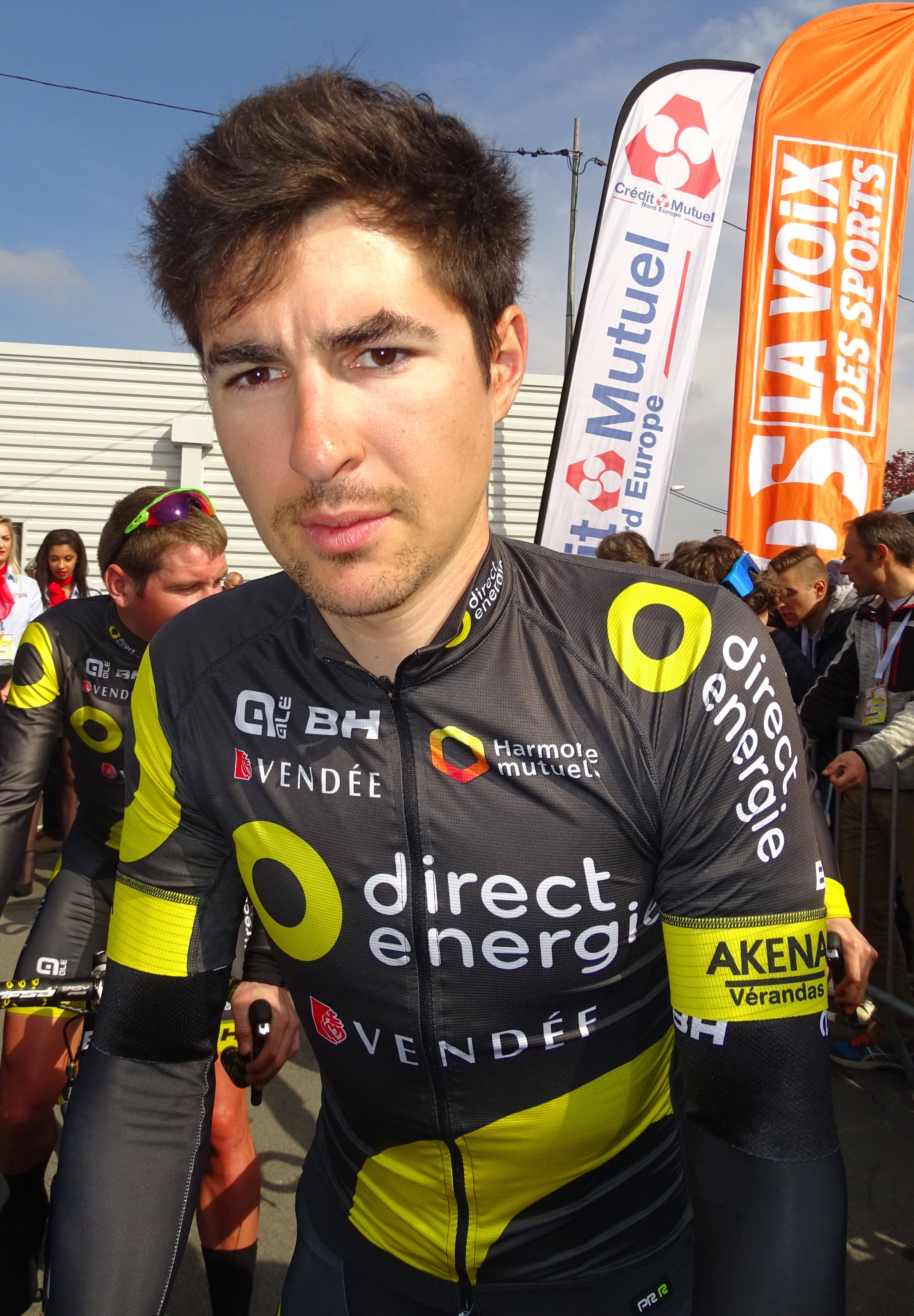
Angélo Tulik.
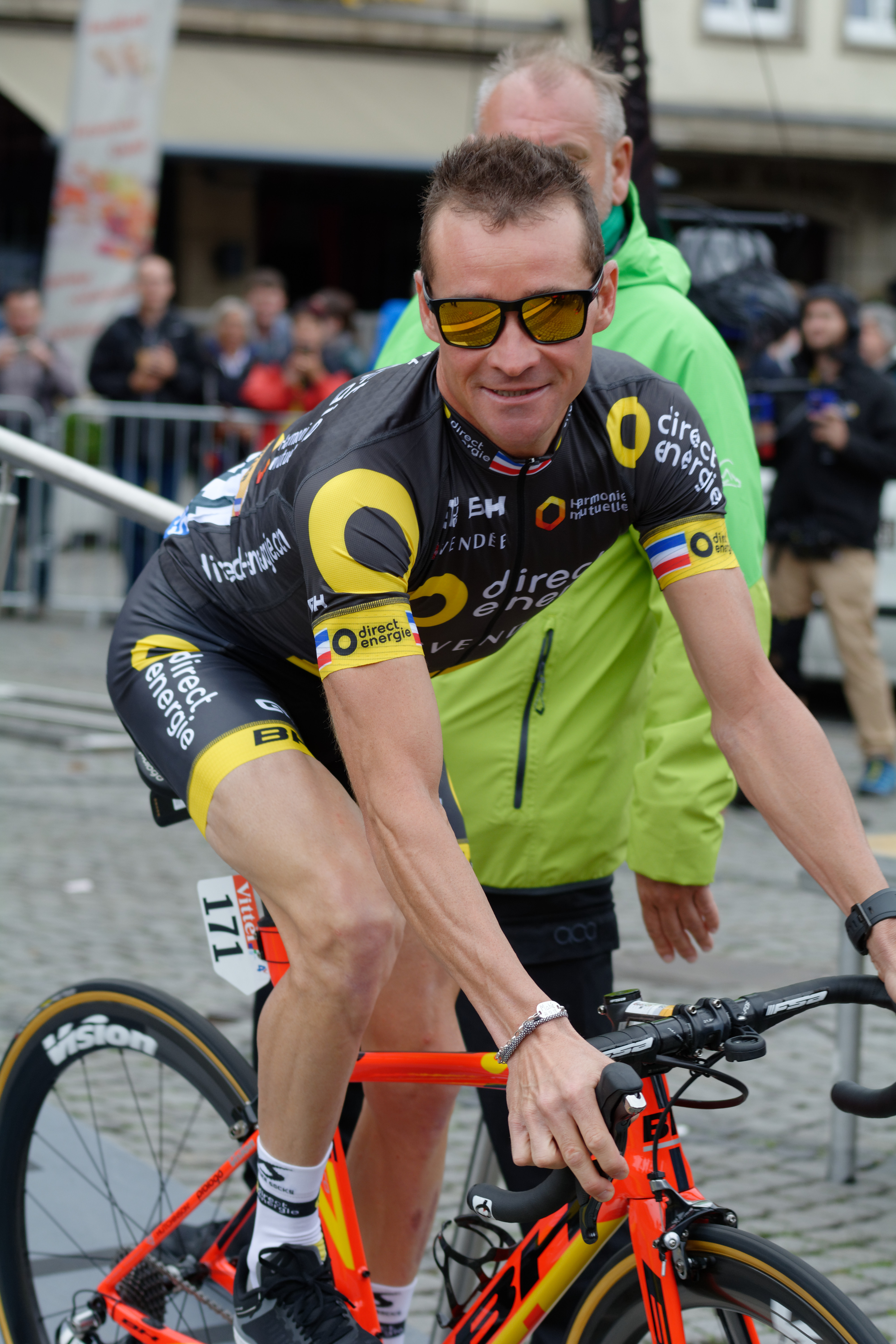
Thomas Voeckler.

## Bilan de la saison

### Victoires
Route
| Date       | Course                                           | Pays        | Classe | Vainqueur        |
| ---------- | ------------------------------------------------ | ----------- | ------ | ---------------- |
| 20/01/2016 | 3e étape de la Tropicale Amissa Bongo            | Gabon       | 2.1    | Adrien Petit     |
| 22/01/2016 | 5e étape de la Tropicale Amissa Bongo            | Gabon       | 2.1    | Adrien Petit     |
| 23/01/2016 | 6e étape de la Tropicale Amissa Bongo            | Gabon       | 2.1    | Adrien Petit     |
| 24/01/2016 | Classement général de la Tropicale Amissa Bongo  | Gabon       | 2.1    | Adrien Petit     |
| 03/02/2016 | 1re étape de l'Étoile de Bessèges                | France      | 2.1    | Bryan Coquard    |
| 04/02/2016 | 2e étape de l'Étoile de Bessèges                 | France      | 2.1    | Bryan Coquard    |
| 05/02/2016 | 3e étape de l'Étoile de Bessèges                 | France      | 2.1    | Sylvain Chavanel |
| 23/02/2016 | 1re étape du Tour La Provence                    | France      | 2.1    | Thomas Voeckler  |
| 25/02/2016 | Classement général du Tour La Provence           | France      | 2.1    | Thomas Voeckler  |
| 01/04/2016 | Route Adélie de Vitré                            | France      | 1.1    | Bryan Coquard    |
| 06/04/2016 | 2e étape du Circuit de la Sarthe                 | France      | 2.1    | Bryan Coquard    |
| 01/05/2016 | 3e étape du Tour de Yorkshire                    | Royaume-Uni | 2.1    | Thomas Voeckler  |
| 01/05/2016 | Classement général du Tour de Yorkshire          | Royaume-Uni | 2.1    | Thomas Voeckler  |
| 04/05/2016 | 1re étape des Quatre Jours de Dunkerque          | France      | 2.HC   | Bryan Coquard    |
| 05/05/2016 | 2e étape des Quatre Jours de Dunkerque           | France      | 2.HC   | Bryan Coquard    |
| 06/05/2016 | 3e étape des Quatre Jours de Dunkerque           | France      | 2.HC   | Bryan Coquard    |
| 08/05/2016 | Classement général des Quatre Jours de Dunkerque | France      | 2.HC   | Bryan Coquard    |
| 02/06/2016 | Prologue des Boucles de la Mayenne               | France      | 2.1    | Bryan Coquard    |
| 04/06/2016 | 2e étape des Boucles de la Mayenne               | France      | 2.1    | Bryan Coquard    |
| 05/06/2016 | Classement général des Boucles de la Mayenne     | France      | 2.1    | Bryan Coquard    |
| 16/06/2016 | 1re étape de la Route du Sud                     | France      | 2.1    | Bryan Coquard    |
| 17/06/2016 | 2e étape de la Route du Sud                      | France      | 2.1    | Bryan Coquard    |
| 23/08/2016 | 4e étape du Tour d'Espagne                       | Espagne     | WT     | Lilian Calmejane |
| 25/08/2016 | 4e étape du Tour du Poitou-Charentes             | France      | 2.1    | Sylvain Chavanel |
| 26/08/2016 | Classement général du Tour du Poitou-Charentes   | France      | 2.1    | Sylvain Chavanel |

Piste
| Date       | Course                                                    | Pays   | Classe | Vainqueur        |
| ---------- | --------------------------------------------------------- | ------ | ------ | ---------------- |
| 20/05/2016 | Coupe de France Fenioux Piste #1 - Course à points        | France | C1     | Thomas Boudat    |
| 08/07/2016 | Coupe de France Fenioux Piste #2 - Course par élimination | France | C2     | Thomas Boudat    |
| 29/09/2016 | Championnat de France de course aux points                | France | CN     | Thomas Boudat    |
| 30/09/2016 | Championnat de France de poursuite                        | France | CN     | Sylvain Chavanel |
| 01/10/2016 | Championnat de France du scratch                          | France | CN     | Thomas Boudat    |

### Résultats sur les courses majeures
Les tableaux suivants représentent les résultats de l'équipe dans les principales courses du calendrier international dans lesquelles l'équipe bénéficie d'une invitation (les cinq classiques majeures et les trois grands tours). Pour chaque épreuve est indiqué le meilleur coureur de l'équipe, son classement ainsi que les accessits glanés par Direct Énergie sur les courses de trois semaines.

#### Classiques
| Classique            | Milan-San Remo | Tour des Flandres      | Paris-Roubaix      | Liège-Bastogne-Liège | Tour de Lombardie |
| -------------------- | -------------- | ---------------------- | ------------------ | -------------------- | ----------------- |
| Coureur (classement) | Non invitée    | Sylvain Chavanel (33e) | Adrien Petit (10e) | Romain Sicard (89e)  |                   |

#### Grands tours
| Grand tour           | Tour d'Italie | Tour de France         | Tour d'Espagne                        |
| -------------------- | ------------- | ---------------------- | ------------------------------------- |
| Coureur (classement) | Non invitée   | Sylvain Chavanel (43e) | Romain Sicard (55e)                   |
| Accessits            | -             | -                      | 1 victoire d'étape (Lilian Calmejane) |